# Synecdoche
Een synecdoche is in de grammatica en de retorica een stijlfiguur waarbij een klein deel en een groter geheel met elkaar in verband worden gebracht. Synecdoche is een vorm van beeldspraak en kan worden opgevat als metonymie.
Er zijn twee tegengestelde vormen: 
- Een deel duidt in werkelijkheid een groter geheel aan.
- Een groter geheel duidt juist een deel aan.

## Deel duidt groter geheel aan
- Ze hadden vele monden te voeden.
- Met een vloot van slechts twintig zeilen was hij bij voorbaat kansloos.
- Hij was de held van het groene laken.
- Tijdens de verhuizing hebben we een hoop extra handjes nodig.
- Den Haag vaardigt een wet uit voor meer blauw op straat.
- Aan het einde van het schoolreisje moest de juffrouw neuzen tellen.

Met monden wordt bedoeld "mensen", met zeilen "schepen", met groene laken "biljart" of zelfs "biljartspel", enzovoort. Deze grotere gehelen worden ook wel gezien als het totaalconcept en dan heet deze stijlvorm pars pro toto: "deel (staat) voor geheel". (Een term die een deel van iets aangeeft, wordt in de taalkunde een meroniem genoemd: in dit verband is bijvoorbeeld mond dus een meroniem van mens.)

## Geheel duidt deel aan
Andersom is als een geheel eigenlijk slechts een deel van dat geheel aanduidt:
- Engeland behaalde bij Gibraltar de overwinning.
- Den Haag vaardigt een wet uit voor meer blauw op straat.
- In 1939 viel Duitsland Polen binnen.

In feite won slechts het Engelse leger, dat echter de gehele natie vertegenwoordigde. Evenzo staat 'Den Haag' voor slechts de regering die daar zetelt. En niet heel Duitsland viel Polen binnen, het was alleen het leger.
Als hier het geheel wordt gezien als totaalconcept, spreekt men van totum pro parte: "geheel (staat) voor deel".